# Wyalkatchem
Wyalkatchem – miasto w Australii, w stanie Australia Zachodnia.